# Список птахів Ліберії
Це перелік видів птахів, зафіксованих на території Ліберії. Авіфауна Ліберії налічує загалом 693 види, з яких 4 були інтродуковані людьми. 21 вид перебуває під загрозою глобального зникнення.

## Позначки
Наступні теги використані для виділення деяких категорій птахів.
- (А) Випадковий — вид, який рідко або випадково трапляється в Ліберії
- (I) Інтродукований — вид, завезений до Ліберії як наслідок, прямих чи непрямих дій людських дій

## Гусеподібні(Anseriformes)
Родина: Качкові (Anatidae)
- Свистач білоголовий, Dendrocygna viduata
- Качка шишкодзьоба, Sarkidiornis melanotos
- Качка екваторіальна (Pteronetta hartlaubii)
- Каргарка нільська, Alopochen aegyptiacus
- Шпорокрил, Plectropterus gambensis
- Чирянка-крихітка африканська, Nettapus auritus
- Чирянка велика, Spatula querquedula
- Широконіска північна, Spatula clypeata (A)
- Крижень звичайний, Anas platyrhynchos
- Шилохвіст північний, Anas acuta (A)
- Попелюх звичайний, Aythya ferina (A)

## Куроподібні(Galliformes)
Родина: Цесаркові (Numididae)
- Цесарка рогата, Numida meleagris
- Цесарка біловола, Agelastes meleagrides
- Цесарка чубата, Guttera pucherani

Родина: Фазанові (Phasianidae)
- Перепілка африканська, Synoicus adansonii
- Перепілка звичайна, Coturnix coturnix
- Перепілка-арлекін, Coturnix delegorguei
- Турач двошпоровий, Pternistis bicalcaratus
- Турач гамбійський, Pternistis ahantensis
- Турач лісовий, Peliperdix lathami

## Фламінгоподібні(Phoenicopteriformes)
Родина: Фламінгові (Phoenicopteridae)
- Фламінго рожевий, Phoenicopterus roseus
- Фламінго малий, Phoenicopterus minor

## Пірникозоподібні(Podicipediformes)
Родина: Пірникозові (Podicipedidae)
- Пірникоза мала, Tachybaptus ruficollis

## Голубоподібні(Columbiformes)
Родина: Голубові (Columbidae)
- Голуб сизий, Columba livia (I)
- Голуб конголезький, Columba unicincta
- Columba iriditorques
- Голуб білощокий, Columba larvata
- Горлиця звичайна, Streptopelia turtur
- Streptopelia semitorquata
- Streptopelia vinacea
- Горлиця мала, Streptopelia senegalensis
- Горлиця абісинська, Turtur abyssinicus
- Горлиця рожевочерева, Turtur afer
- Горлиця білолоба, Turtur tympanistria
- Горлиця синьоголова, Turtur brehmeri
- Горлиця капська, Oena capensis
- Вінаго африканський, Treron calvus

## Дрохвоподібні(Otidiformes)
Родина: Дрохвові (Otididae)
- Дрохва кафрська, Neotis denhami
- Дрохва чорночерева, Lissotis melanogaster

## Туракоподібні(Musophagiformes)
Родина: Туракові (Musophagidae)
- Турако блакитний, Corythaeola cristata
- Турако зеленочубий, Tauraco persa
- Турако жовтодзьобий, Tauraco macrorhynchus
- Турако фіолетовий, Musophaga violacea
- Галасник сенегальський, Crinifer piscator

## Зозулеподібні(Cuculiformes)
Родина: Зозулеві (Cuculidae)
- Коукал білочеревий, Centropus leucogaster
- Коукал сенегальський, Centropus senegalensis
- Коукал ефіопський, Centropus monachus
- Коукал африканський, Centropus grillii
- Малкога жовтодзьоба, Ceuthmochares aereus
- Зозуля чубата, Clamator glandarius
- Зозуля африканська, Clamator levaillantii
- Зозуля товстодзьоба, Pachycoccyx audeberti
- Дідрик білощокий, Chrysococcyx caprius
- Дідрик білочеревий, Chrysococcyx klaas
- Дідрик жовтогорлий, Chrysococcyx flavigularis
- Дідрик жовтогрудий, Chrysococcyx cupreus
- Зозуля-довгохвіст темна, Cercococcyx mechowi
- Зозуля-довгохвіст оливкова, Cercococcyx olivinus
- Зозуля чорна, Cuculus clamosus
- Зозуля червоновола, Cuculus solitarius
- Зозуля саванова, Cuculus gularis
- Зозуля звичайна, Cuculus canorus

## Дрімлюгоподібні(Caprimulgiformes)
Родина: Дрімлюгові (Caprimulgidae)
- Дрімлюга-прапорокрил камерунський, Caprimulgus longipennis
- Дрімлюга бурий, Veles binotatus
- Дрімлюга звичайний, Caprimulgus europaeus (A)
- Дрімлюга рудогорлий, Caprimulgus nigriscapularis (A)
- Дрімлюга болотяний, Caprimulgus natalensis
- Дрімлюга блідий, Caprimulgus inornatus
- Дрімлюга плямистий, Caprimulgus tristigma
- Дрімлюга польовий, Caprimulgus climacurus

## Серпокрильцеподібні(Apodiformes)
Родина: Серпокрильцеві (Apodidae)
- Голкохвіст плямистоволий, Telacanthura ussheri
- Голкохвіст ітурійський, Telacanthura melanopygia
- Голкохвіст білочеревий, Rhaphidura sabini
- Голкохвіст нігерійський, Neafrapus cassini
- Серпокрилець білочеревий, Apus melba
- Серпокрилець чорний, Apus apus
- Серпокрилець канарський, Apus unicolor (A)
- Серпокрилець капський, Apus barbatus
- Серпокрилець малий, Apus affinis
- Серпокрилець білогузий, Apus caffer
- Серпокрилець ліберійський, Apus batesi
- Серпокрилець пальмовий, Cypsiurus parvus

## Журавлеподібні(Gruiformes)
Родина: Sarothruridae
- Погонич білоплямистий, Sarothrura pulchra
- Погонич жовтоплямистий, Sarothrura elegans
- Погонич рудоволий, Sarothrura rufa

Родина: Пастушкові (Rallidae)
- Пастушок африканський, Rallus caerulescens
- Деркач африканський, Crex egregia
- Пастушок-сіродзьоб, Canirallus oculeus
- Погонич звичайний, Porzana porzana
- Курочка мала, Paragallinula angulata
- Курочка водяна, Gallinula chloropus
- Султанка африканська, Porphyrio alleni
- Султанка американська, Porphyrio martinica (A)
- Султанка зеленоспинна, Porphyrio madagascariensis
- Пастушок червононогий, Himantornis haematopus
- Погонич буроголовий, Aenigmatolimnas marginalis
- Багновик африканський, Zapornia flavirostra
- Погонич малий, Zapornia parva (A)

Родина: Лапчастоногові (Heliornithidae)
- Лапчастоніг африканський, Podica senegalensis

## Сивкоподібні(Charadriiformes)
Родина: Лежневі (Burhinidae)
- Лежень заїрський, Burhinus vermiculatus
- Лежень річковий, Burhinus senegalensis

Родина: Pluvianidae
- Бігунець єгипетський, Pluvianus aegyptius

Родина: Чоботарові (Recurvirostridae)
- Кулик-довгоніг чорнокрилий, Himantopus himantopus
- Чоботар синьоногий, Recurvirostra avosetta (A)

Родина: Куликосорокові (Haematopodidae)
- Кулик-сорока євразійський, Haematopus ostralegus

Родина: Сивкові (Charadriidae)
- Сивка морська, Pluvialis squatarola
- Сивка звичайна, Pluvialis apricaria
- Чайка шпорова, Vanellus spinosus (A)
- Чайка вусата, Vanellus albiceps
- Чайка мала, Vanellus lugubris
- Чайка сенегальська, Vanellus senegallus
- Пісочник товстодзьобий, Charadrius leschenaultii (A)
- Пісочник каспійський, Charadrius asiaticus
- Пісочник-пастух, Charadrius pecuarius
- Пісочник морський, Charadrius alexandrinus
- Пісочник великий, Charadrius hiaticula
- Пісочник малий, Charadrius dubius
- Пісочник буроголовий, Charadrius forbesi
- Пісочник білолобий, Charadrius marginatus

Родина: Мальованцеві (Rostratulidae)
- Мальованець афро-азійський, Rostratula benghalensis

Родина: Яканові (Jacanidae)
- Якана африканська, Actophilornis africanus

Родина: Баранцеві (Scolopacidae)
- Кульон середній, Numenius phaeopus
- Кульон великий, Numenius arquata
- Грицик малий, Limosa lapponica (A)
- Грицик великий, Limosa limosa (A)
- Крем'яшник звичайний, Arenaria interpres
- Побережник ісландський, Calidris canutus
- Брижач, Calidris pugnax
- Побережник червоногрудий, Calidris ferruginea
- Побережник білохвостий, Calidris temminckii
- Побережник білий, Calidris alba
- Побережник чорногрудий, Calidris alpina
- Побережник малий, Calidris minuta
- Побережник арктичний, Calidris melanotos (A)
- Баранець малий, Lymnocryptes minimus
- Баранець великий, Gallinago media
- Баранець звичайний, Gallinago gallinago
- Плавунець плоскодзьобий, Phalaropus fulicarius (A)
- Набережник палеарктичний, Actitis hypoleucos
- Коловодник лісовий, Tringa ochropus
- Коловодник чорний, Tringa erythropus (A)
- Коловодник великий, Tringa nebularia
- Коловодник ставковий, Tringa stagnatilis
- Коловодник болотяний, Tringa glareola
- Коловодник звичайний, Tringa totanus

Родина: Триперсткові (Turnicidae)
- Триперстка африканська, Turnix sylvaticus

Родина: Дерихвостові (Glareolidae)
- Дерихвіст лучний, Glareola pratincola
- Дерихвіст скельний, Glareola nuchalis

Родина: Поморникові (Stercorariidae)
- Поморник великий, Stercorarius skua (A)
- Поморник середній, Stercorarius pomarinus
- Поморник короткохвостий, Stercorarius parasiticus
- Поморник довгохвостий, Stercorarius longicaudus (A)

Родина: Мартинові (Laridae)
- Мартин вилохвостий, Xema sabini
- Мартин сіроголовий, Chroicocephalus cirrocephalus (A)
- Мартин звичайний, Chroicocephalus ridibundus (A)
- Мартин чорнокрилий, Larus fuscus
- Крячок бурий, Anous stolidus (A)
- Крячок атоловий, Anous minutus
- Крячок тонкодзьобий, Anous tenuirostris (A)
- Крячок строкатий, Onychoprion fuscatus
- Крячок бурокрилий, Onychoprion anaethetus (A)
- Крячок малий, Sternula albifrons
- Крячок чорнодзьобий, Gelochelidon nilotica
- Крячок каспійський, Hydroprogne caspia
- Крячок чорний, Chlidonias niger
- Крячок білокрилий, Chlidonias leucopterus
- Крячок білощокий, Chlidonias hybrida
- Крячок рожевий, Chlidonias dougallii
- Крячок річковий, Sterna hirundo
- Крячок полярний, Sterna paradisaea
- Крячок африканський, Thalasseus albididorsalis
- Крячок рябодзьобий, Thalasseus sandvicensis
- Водоріз африканський, Rynchops flavirostris

## Фаетоноподібні(Phaethontiformes)
Родина: Фаетонові (Phaethontidae)
- Фаетон білохвостий, Phaethon lepturus (A)
- Фаетон червонодзьобий, Phaethon aethereus

## Буревісникоподібні(Procellariiformes)
Родина: Океанникові (Oceanitidae)
- Океанник Вільсона, Oceanites oceanicus
- Океанник білобровий, Pelagodroma marina
- Фрегета білочерева, Fregetta grallaria (A)
- Фрегета чорночерева, Fregetta tropica (A)

Родина: Качуркові (Hydrobatidae)
- Качурка морська, Hydrobates pelagicus
- Качурка північна, Hydrobates leucorhous
- Качурка мадерійська, Hydrobates castro (A)

Родина: Буревісникові (Procellariidae)
- Тайфунник азорський, Pterodroma feae (A)
- Бульверія тонкодзьоба, Bulweria bulwerii (A)
- Буревісник середземноморський, Calonectris diomedea
- Буревісник великий, Ardenna gravis (A)
- Буревісник сивий, Ardenna grisea (A)
- Буревісник малий, Puffinus puffinus (A)
- Буревісник балеарський, Puffinus mauretanicus

## Лелекоподібні(Ciconiiformes)
Родина: Лелекові (Ciconiidae)
- Лелека-молюскоїд африканський, Anastomus lamelligerus
- Лелека африканський, Ciconia abdimii (A)
- Лелека тропічний, Ciconia microscelis
- Лелека білий, Ciconia ciconia (A)
- Ябіру сенегальський, Ephippiorhynchus senegalensis
- Марабу африканський, Leptoptilos crumenifer (A)
- Лелека-тантал африканський, Mycteria ibis

## Сулоподібні(Suliformes)
Родина: Сулові (Sulidae)
- Сула жовтодзьоба, Sula dactylatra
- Сула білочерева, Sula leucogaster (A)

Родина: Змієшийкові (Anhingidae)
- Змієшийка африканська, Anhinga rufa

Родина: Бакланові (Phalacrocoracidae)
- Баклан африканський, Microcarbo africanus
- Баклан великий, Phalacrocorax carbo (A)

## Пеліканоподібні(Pelecaniformes)
Родина: Пеліканові (Pelecanidae)
- Пелікан африканський, Pelecanus rufescens

Родина: Молотоголовові (Scopidae)
- Молотоголов, Scopus umbretta

Родина: Чаплеві (Ardeidae)
- Бугайчик звичайний, Ixobrychus minutus
- Бугайчик африканський, Ixobrychus sturmii
- Бушля смугаста, Tigriornis leucolophus
- Чапля сіра, Ardea cinerea
- Чапля чорноголова, Ardea melanocephala
- Чапля-велетень, Ardea goliath (A)
- Чапля руда, Ardea purpurea
- Чепура велика, Ardea alba
- Чепура середня, Ardea intermedia
- Чепура мала, Egretta garzetta
- Чапля рифова, Egretta gularis
- Чепура чорна, Egretta ardesiaca
- Чапля єгипетська, Bubulcus ibis
- Чапля жовта, Ardeola ralloides
- Чапля мангрова, Butorides striata
- Квак звичайний, Nycticorax nycticorax
- Квак білобокий, Gorsachius leuconotus

Родина: Ібісові (Threskiornithidae)
- Коровайка бура, Plegadis falcinellus (A)
- Ібіс священний, Threskiornis aethiopicus
- Ібіс зелений, Bostrychia olivacea
- Ібіс строкатошиїй, Bostrychia rara
- Гагедаш, Bostrychia hagedash
- Косар африканський, Platalea alba

## Яструбоподібні(Accipitriformes)
Родина: Секретарові (Sagittariidae)
- Птах-секретар, Sagittarius serpentarius

Родина: Скопові (Pandionidae)
- Скопа, Pandion haliaetus

Родина: Яструбові (Accipitridae)
- Шуліка чорноплечий, Elanus caeruleus
- Шуліка вилохвостий, Chelictinia riocourii (A)
- Polyboroides typus
- Гриф пальмовий, Gypohierax angolensis
- Осоїд євразійський, Pernis apivorus
- Шуляк африканський, Aviceda cuculoides
- Стерв'ятник бурий, Necrosyrtes monachus
- Gyps africanus (A)
- Terathopius ecaudatus (A)
- Dryotriorchis spectabilis
- Змієїд блакитноногий, Circaetus gallicus
- Circaetus beaudouini
- Circaetus cinereus
- Шуліка-широкорот, Macheiramphus alcinus
- Орел вінценосний, Stephanoaetus coronatus
- Орел-боєць, Polemaetus bellicosus
- Орел довгочубий, Lophaetus occipitalis
- Орел білоголовий, Hieraaetus wahlbergi
- Орел-карлик, Hieraaetus pennatus (A)
- Hieraaetus ayresii
- Орел рудий, Aquila rapax (A)
- Aquila africana
- Яструб-ящірколов, Kaupifalco monogrammicus
- Габар, Micronisus gabar
- Канюк африканський, Butastur rufipennis (A)
- Лунь очеретяний, Circus aeruginosus
- Лунь степовий, Circus macrourus
- Лунь лучний, Circus pygargus
- Яструб заїрський, Accipiter toussenelii
- Яструб туркестанський, Accipiter badius
- Яструб сенегальський, Accipiter erythropus
- Яструб чорний, Accipiter melanoleucus
- Яструб довгохвостий, Urotriorchis macrourus
- Шуліка чорний, Milvus migrans
- Орлан-крикун, Haliaeetus vocifer
- Канюк звичайний, Buteo buteo
- Buteo auguralis

## Совоподібні(Strigiformes)
Родина: Сипухові (Tytonidae)
- Сипуха крапчаста, Tyto alba

Родина: Совові (Strigidae)
- Сплюшка жовтодзьоба, Otus icterorhynchus
- Сплюшка євразійська, Otus scops
- Сплюшка африканська, Otus senegalensis
- Сплюшка сіра, Ptilopsis leucotis
- Сова-рогань африканська, Jubula lettii
- Пугач сірий, Bubo cinerascens
- Пугач гвінейський, Bubo poensis
- Пугач камерунський, Bubo shelleyi
- Пугач блідий, Bubo lacteus
- Пугач плямистогрудий, Bubo leucostictus
- Сова-рибоїд смугаста, Scotopelia peli
- Сова-рибоїд чорнодзьоба, Scotopelia ussheri
- Сичик-горобець савановий, Glaucidium perlatum
- Сичик-горобець рудобокий, Glaucidium tephronotum
- Сичик-горобець мозамбіцький, Glaucidium capense
- Сова-лісовик африканська, Strix woodfordii

## Трогоноподібні(Trogoniformes)
Родина: Трогонові (Trogonidae)
- Трогон зелений, Apaloderma narina

## Bucerotiformes
Родина: Одудові (Upupidae)
- Одуд, Upupa epops

Родина: Слотнякові (Phoeniculidae)
- Слотняк білоголовий, Phoeniculus bollei
- Слотняк рудоголовий, Phoeniculus castaneiceps

Родина: Птахи-носороги (Bucerotidae)
- Токо малий, Lophoceros camurus
- Токо синьогорлий, Lophoceros fasciatus
- Токо плямистодзьобий, Lophoceros nasutus
- Токо червонодзьобий, Tockus erythrorhynchus
- Токо білочубий, Horizocerus albocristatus
- Токо чорний, Horizocerus hartlaubi
- Калао чорношоломний, Ceratogymna atrata
- Калао жовтошоломний, Ceratogymna elata
- Калао сірощокий, Bycanistes subcylindricus
- Калао кремоводзьобий, Bycanistes cylindricus
- Калао сенегальський, Bycanistes fistulator

## Сиворакшоподібні(Coraciiformes)
Родина: Рибалочкові (Alcedinidae)
- Рибалочка бірюзовий, Alcedo quadribrachys
- Рибалочка діадемовий, Corythornis cristatus
- Рибалочка білочеревий, Corythornis leucogaster
- Рибалочка-крихітка синьоголовий, Ispidina picta
- Рибалочка-крихітка африканський, Ispidina lecontei
- Альціон каштановий, Halcyon badia
- Альціон сіроголовий, Halcyon leucocephala
- Альціон сенегальський, Halcyon senegalensis
- Альціон блакитний, Halcyon malimbica
- Альціон малий, Halcyon chelicuti
- Рибалочка-чубань африканський, Megaceryle maximus
- Рибалочка строкатий, Ceryle rudis

Родина: Бджолоїдкові (Meropidae)
- Бджолоїдка чорна, Merops gularis
- Merops mentalis
- Бджолоїдка карликова, Merops pusillus
- Бджолоїдка вилохвоста, Merops hirundineus (A)
- Бджолоїдка білогорла, Merops albicollis
- Бджолоїдка зелена, Merops persicus
- Бджолоїдка звичайна, Merops apiaster
- Бджолоїдка малинова, Merops nubicus

Родина: Сиворакшові (Coraciidae)
- Сиворакша євразійська, Coracias garrulus
- Сиворакша абісинська, Coracias abyssinica
- Сиворакша білоброва, Coracias naevia
- Сиворакша світлоголова, Coracias cyanogaster
- Широкорот африканський, Eurystomus glaucurus
- Широкорот блакитногорлий, Eurystomus gularis

## Дятлоподібні(Piciformes)
Родина: Лібійні (Lybiidae)
- Барбудо жовтодзьобий, Trachyphonus purpuratus'
- Барбікан світлодзьобий, Gymnobucco peli
- Барбікан лисий, Gymnobucco calvus
- Барбіон плямистий, Pogoniulus scolopaceus
- Барбіон червоногузий, Pogoniulus atroflavus
- Барбіон жовтогорлий, Pogoniulus subsulphureus
- Барбіон золотогузий, Pogoniulus bilineatus
- Барбіон жовтолобий, Pogoniulus chrysoconus
- Барбіон червоноголовий, Buccanodon duchaillui
- Лібія-зубодзьоб велика, Tricholaema hirsuta
- Лібія світлокрила, Lybius vieilloti
- Лібія червона, Lybius bidentatus

Родина: Воскоїдові (Indicatoridae)
- Ковтач карликовий, Prodotiscus insignis
- Ковтач світлочеревий, Prodotiscus regulus
- Ковтач жовтоногий, Melignomon eisentrauti
- Воскоїд гвінейський, Indicator willcocksi
- Воскоїд крихітний, Indicator exilis
- Воскоїд товстодзьобий, Indicator conirostris
- Воскоїд малий, Indicator minor
- Воскоїд строкатоволий, Indicator maculatus
- Воскоїд великий, Indicator indicator
- Воскоїд лірохвостий, Melichneutes robustus

Родина: Дятлові (Picidae)
- Крутиголовка звичайна, Jynx torquilla
- Добаш африканський, Verreauxia africana
- Дятел плямистобокий, Dendropicos lugubris
- Дятел сірощокий, Dendropicos fuscescens
- Дятел червоночеревий, Chloropicus pyrrhogaster
- Дятел бурокрилий, Dendropicos obsoletus
- Дятел сірошиїй, Dendropicos goertae
- Дятлик бурощокий, Pardipicus caroli
- Дятлик термітовий, Pardipicus nivosus
- Дятлик чорнохвостий, Campethera maculosa
- Дятлик жовтогрудий, Campethera punctuligera

## Соколоподібні(Falconiformes)
Родина: Соколові (Falconidae)
- Боривітер степовий, Falco naumanni
- Боривітер звичайний, Falco tinnunculus
- Боривітер рудий, Falco alopex
- Боривітер сірий, Falco ardosiaceus
- Кібчик червононогий, Falco vespertinus
- Підсоколик великий, Falco subbuteo
- Підсоколик африканський, Falco cuvierii
- Ланер, Falco biarmicus (A)
- Сапсан, Falco peregrinus

## Папугоподібні(Psittaciformes)
Родина: Psittaculidae
- Папуга Крамера, Psittacula krameri
- Нерозлучник ліберійський, Agapornis swinderniana
- Нерозлучник гвінейський, Agapornis pullarius (I)

Родина: Папугові (Psittacidae)
- Жако, Psittacus erithacus
- Poicephalus robustus
- Папуга-довгокрил червонолобий, Poicephalus gulielmi
- Папуга-довгокрил сенегальський, Poicephalus senegalus (I)

## Горобцеподібні(Passeriformes)
Родина: Смарагдорогодзьобові (Calyptomenidae)
- Широкодзьоб чорноголовий, Smithornis capensis
- Широкодзьоб рудобокий, Smithornis rufolateralis

Родина: Пітові (Pittidae)
- Піта ангольська, Pitta angolensis

Родина: Личинкоїдові (Campephagidae)
- Личинкоїд рудочеревий, Lobotos lobatus
- Личинкоїд червоноплечий, Campephaga phoenicea
- Личинкоїд пурпуровий, Campephaga quiscalina
- Шикачик синій, Cyanograucalus azureus

Родина: Вивільгові (Oriolidae)
- Вивільга звичайна, Oriolus oriolus
- Вивільга золота, Oriolus auratus
- Вивільга світлокрила, Oriolus brachyrhynchus
- Вивільга чорнокрила, Oriolus nigripennis

Родина: Прирітникові (Platysteiridae)
- Прирітник рубіновобровий, Platysteira cyanea
- Прирітка західна, Platysteira hormophora
- Прирітка біловола, Platysteira blissetti
- Прирітка жовточерева, Platysteira concreta
- Приріт сенегальський, Batis senegalensis (A)
- Приріт західноафриканський, Batis occulta

Родина: Вангові (Vangidae)
- Багадаїс білочубий, Prionops plumatus
- Багадаїс вохристочеревий, Prionops caniceps
- Приріт великий, Megabyas flammulatus
- Приріт чубатий, Bias musicus

Родина: Гладіаторові (Malaconotidae)
- Брубру, Nilaus afer (A)
- Кубла північна, Dryoscopus gambensis
- Кубла товстодзьоба, Dryoscopus sabini
- Чагра чорноголова, Bocagia minuta
- Чагра велика, Tchagra senegalus
- Чагра буроголова, Tchagra australis
- Гонолек тропічний, Laniarius major
- Гонолек червоний, Laniarius barbarus
- Гонолек екваторіальний, Laniarius leucorhynchus
- Вюргер золотистий, Chlorophoneus sulfureopectus
- Вюргер різнобарвний, Chlorophoneus multicolor
- Гладіатор червоногрудий, Malaconotus cruentus
- Гладіатор схиловий, Malaconotus lagdeni
- Гладіатор сіроголовий, Malaconotus blanchoti

Родина: Дронгові (Dicruridae)
- Дронго лісовий, Dicrurus occidentalis
- Дронго західний, Dicrurus atripennis
- Дронго савановий, Dicrurus divaricatus
- Дронго гвінейський, Dicrurus atactus

Родина: Монархові (Monarchidae)
- Монарх західний, Trochocercus nitens
- Монарх-довгохвіст іржастий, Terpsiphone rufiventer
- Монарх-довгохвіст африканський, Terpsiphone viridis

Родина: Сорокопудові (Laniidae)
- Lanius humeralis
- Сорокопуд червоноголовий, Lanius senator

Родина: Воронові (Corvidae)
- Крук строкатий, Corvus albus

Родина: Гологоловові (Picathartidae)
- Гологолов західний, Picathartes gymnocephalus

Родина: Hyliotidae
- Оксамитник жовточеревий, Hyliota flavigaster
- Оксамитник фіолетовий, Hyliota violacea

Родина: Stenostiridae
- Ельмінія блакитна, Elminia longicauda
- Ельмінія чорноголова, Elminia nigromitrata

Родина: Синицеві (Paridae)
- Синиця білоплеча, Melaniparus guineensis
- Синиця одноколірна, Melaniparus funereus

Родина: Ремезові (Remizidae)
- Ремез золотолобий, Anthoscopus flavifrons

Родина: Жайворонкові (Alaudidae)
- Фірлюк рудогузий, Pinarocorys erythropygia
- Фірлюк африканський, Mirafra africana
- Фірлюк коричневий, Mirafra rufocinnamomea
- Посмітюха іржаста, Galerida modesta

Родина: Nicatoridae
- Нікатор західний, Nicator chloris

Родина: Macrosphenidae
- Кромбек західний, Sylvietta virens
- Кромбек жовтогрудий, Sylvietta denti
- Кромбек північний, Sylvietta brachyura
- Очеретянка вусата, Melocichla mentalis
- Куцохвостик рудобокий, Macrosphenus kempi
- Куцохвостик оливковий, Macrosphenus concolor
- Покривець, Hylia prasina
- Ремез-гилія, Pholidornis rushiae

Родина: Тамікові (Cisticolidae)
- Жовтобрюшка сенегальська, Eremomela pusilla
- Жовтобрюшка рудоголова, Eremomela badiceps
- Принія білоока, Schistolais leontica
- Цвіркач сіробокий, Camaroptera brevicaudata
- Цвіркач жовтобровий, Camaroptera superciliaris
- Цвіркач оливковий, Camaroptera chloronota
- Нікорник сьєрра-леонський, Apalis nigriceps
- Нікорник чорний, Apalis sharpii
- Принія африканська, Prinia subflava
- Принія рудокрила, Prinia erythroptera
- Жалівник вохристий, Bathmocercus cerviniventris
- Вільговець чорноголовий, Hypergerus atriceps
- Таміка рудощока, Cisticola erythrops
- Таміка співоча, Cisticola cantans
- Таміка товстодзьоба, Cisticola lateralis
- Таміка лісова, Cisticola anonymus
- Таміка бура, Cisticola aberrans
- Таміка західна, Cisticola marginatus (A)
- Таміка строката, Cisticola natalensis
- Таміка саванова, Cisticola brachypterus
- Таміка віялохвоста, Cisticola juncidis
- Таміка рудошия, Cisticola eximius

Родина: Очеретянкові (Acrocephalidae)
- Берестянка бліда, Iduna pallida
- Берестянка західна, Iduna opaca
- Берестянка багатоголоса, Hippolais polyglotta
- Очеретянка лучна, Acrocephalus schoenobaenus
- Очеретянка ставкова, Acrocephalus scirpaceus
- Очеретянка велика, Acrocephalus arundinaceus

Родина: Кобилочкові (Locustellidae)
- Широкохвіст африканський, Catriscus brevirostris
- Кобилочка-цвіркун, Locustella naevia (A)

Родина: Ластівкові (Hirundinidae)
- Ластівка берегова, Riparia riparia
- Ластівка афро-азійська, Ptyonoprogne fuligula
- Ластівка сільська, Hirundo rustica
- Ластівка червоновола, Hirundo lucida (A)
- Ластівка ефіопська, Hirundo aethiopica (A)
- Ластівка синя, Hirundo nigrita
- Ластівка ниткохвоста, Hirundo smithii (A)
- Ластівка даурська, Cecropis daurica
- Ластівка абісинська, Cecropis abyssinica
- Ластівка рудочерева, Cecropis semirufa
- Ластівка сенегальська, Cecropis senegalensis (A)
- Ясківка червоноброва, Petrochelidon preussi
- Ластівка міська, Delichon urbicum
- Жалібничка блискуча, Psalidoprocne nitens
- Жалібничка вилохвоста, Psalidoprocne obscura
- Ластівка сірогуза, Pseudhirundo griseopyga

Родина: Бюльбюлеві (Pycnonotidae)
- Бюльбюль тонкодзьобий, Stelgidillas gracilirostris
- Бюльбюль золотистий, Calyptocichla serinus
- Бюльбюль-довгодзьоб рудохвостий, Bleda syndactylus
- Бюльбюль-довгодзьоб зеленохвостий, Bleda eximius (A)
- Бюльбюль-довгодзьоб сіроголовий, Bleda canicapillus
- Жовточеревець білогорлий, Chlorocichla simplex
- Бюльбюль-білохвіст нігерійський, Baeopogon indicator
- Бюльбюль плямистий, Ixonotus guttatus
- Бюльбюль болотяний, Thescelocichla leucopleura
- Бюльбюль-бородань рудохвостий, Criniger calurus
- Бюльбюль-бородань сіроголовий, Criniger barbatus
- Бюльбюль-бородань оливковий, Criniger olivaceus
- Бюльбюль карликовий, Eurillas gracilis
- Бюльбюль-крихітка, Eurillas ansorgei
- Бюльбюль криводзьобий, Eurillas curvirostris
- Бюльбюль вусатий, Eurillas latirostris
- Бюльбюль малий, Eurillas virens
- Торо сивоголовий, Phyllastrephus scandens
- Торо оливковий, Phyllastrephus baumanni
- Торо малий, Phyllastrephus icterinus
- Торо білогорлий, Phyllastrephus albigularis
- Бюльбюль темноголовий, Pycnonotus barbatus

Родина: Вівчарикові (Phylloscopidae)
- Вівчарик жовтобровий, Phylloscopus sibilatrix
- Вівчарик світлочеревий, Phylloscopus bonelli
- Вівчарик весняний, Phylloscopus trochilus
- Вівчарик-ковалик, Phylloscopus collybita

Родина: Erythrocercidae
- Монарх рудоголовий, Erythrocercus mccallii

Родина: Кропив'янкові (Sylviidae)
- Кропив'янка чорноголова, Sylvia atricapilla
- Кропив'янка садова, Sylvia borin
- Кропив'янка сіра, Sylvia communis

Родина: Окулярникові (Zosteropidae)
- Окулярник сенегальський, Zosterops senegalensis

Родина: Pellorneidae
- Тимелія вохриста, Illadopsis fulvescens
- Тимелія сірощока, Illadopsis rufipennis
- Тимелія широкоброва, Illadopsis cleaveri
- Тимелія рудокрила, Illadopsis rufescens
- Тимелія білогорла, Illadopsis puveli

Родина: Leiothrichidae
- Кратеропа чорноголова, Turdoides reinwardtii
- Баблер-капуцин, Turdoides atripennis

Родина: Підкоришникові (Certhiidae)
- Гримперія африканська, Salpornis salvadori

Родина: Ґедзеїдові (Buphagidae)
- Ґедзеїд жовтодзьобий, Buphagus africanus

Родина: Шпакові (Sturnidae)
- Шпак-куцохвіст аметистовий, Cinnyricinclus leucogaster
- Моріо іржастокрилий, Onychognathus fulgidus
- Шпак-гострохвіст лісовий, Poeoptera lugubris
- Мерл золотохвостий, Hylopsar cupreocauda
- Мерл темнощокий, Lamprotornis splendidus
- Мерл синьощокий, Lamprotornis chloropterus
- Мерл райдужний, Lamprotornis iris
- Мерл пурпуровий, Lamprotornis purpureus
- Мерл бронзовохвостий, Lamprotornis chalcurus

Родина: Дроздові (Turdidae)
- Вагал бурий, Stizorhina finschi
- Вагал білохвостий, Neocossyphus poensis
- Квічаль смугастощокий, Geokichla princei
- Дрізд африканський, Turdus pelios

Родина: Мухоловкові (Muscicapidae)
- Мухоловка західна, Muscicapa epulata
- Мухоловка сіра, Muscicapa striata
- Мухоловка акацієва, Muscicapa gambagae
- Мухоловка ліберійська, Muscicapa cassini
- Мухоловка попеляста, Muscicapa caerulescens
- Мухоловка оливкова, Muscicapa olivascens
- Мухоловка екваторіальна, Muscicapa comitata
- Мухоловка садова, Muscicapa tessmanni
- Мухоловка ластівкова, Muscicapa ussheri
- Мухарка бліда, Melaenornis pallidus
- Мухарка білоброва, Fraseria cinerascens
- Мухарка лісова, Fraseria ocreata
- Мухоловка сіроголова, Myioparus griseigularis
- Мухоловка сива, Myioparus plumbeus
- Мухарка ліберійська, Melaenornis annamarulae
- Мухарка чорна, Melaenornis edolioides
- Алєте сенегальський, Alethe diademata
- Альзакола лісова, Cercotrichas leucosticta
- Золотокіс синьоплечий, Cossypha cyanocampter
- Акалат білобровий, Cossypha polioptera
- Золотокіс сіроголовий, Cossypha niveicapilla
- Червеняк білобровий, Chamaetylas poliocephala
- Колоратка лісова, Stiphrornis erythrothorax
- Акалат лісовий, Sheppardia cyornithopsis
- Соловейко західний, Luscinia megarhynchos
- Мухоловка строката, Ficedula hypoleuca
- Горихвістка звичайна, Phoenicurus phoenicurus
- Скеляр строкатий, Monticola saxatilis
- Скеляр синій, Monticola solitarius
- Трав'янка лучна, Saxicola rubetra
- Saxicola torquatus
- Камінчак білоголовий, Thamnolaea coronata
- Смолярик чорний, Myrmecocichla nigra (A)
- Кам'янка звичайна, Oenanthe oenanthe

Родина: Нектаркові (Nectariniidae)
- Саїманга оливкова, Deleornis fraseri
- Саїманга сіра, Anthreptes gabonicus
- Саїманга фіолетова, Anthreptes longuemarei
- Саїманга мала, Anthreptes seimundi
- Саїманга зелена, Anthreptes rectirostris
- Саїманга зеленовола, Hedydipna collaris
- Саїманга західна, Hedydipna platura
- Нектарка нігерійська, Anabathmis reichenbachii
- Нектарик зеленоголовий, Cyanomitra verticalis
- Нектарик синьогорлий, Cyanomitra cyanolaema
- Нектарик оливковий, Cyanomitra olivacea
- Нектарець каштановий, Chalcomitra adelberti
- Нектарець коричневий, Chalcomitra fuliginosa
- Нектарець червоноволий, Chalcomitra senegalensis
- Маріка смарагдова, Cinnyris chloropygius
- Маріка-крихітка, Cinnyris minullus
- Маріка-ельф, Cinnyris pulchellus
- Маріка сенегальська, Cinnyris coccinigastrus
- Маріка лісова, Cinnyris johannae
- Маріка-білозір, Cinnyris superbus
- Маріка різнобарвна, Cinnyris venustus
- Маріка бліда, Cinnyris batesi
- Маріка міднобарвна, Cinnyris cupreus

Родина: Ткачикові (Ploceidae)
- Алекто білодзьобий, Bubalornis albirostris
- Магалі-вусань північний, Sporopipes frontalis
- Малімб жовтоволий, Malimbus ballmanni
- Малімб чорнощокий, Malimbus scutatus
- Малімб червоноволий, Malimbus nitens
- Малімб чубатий, Malimbus malimbicus
- Малімб червоношиїй, Malimbus rubricollis
- Ткачик тонкодзьобий, Ploceus pelzelni
- Ткачик короткокрилий, Ploceus nigricollis
- Ткачик королівський, Ploceus aurantius
- Ткачик масковий, Ploceus heuglini
- Ткачик західний, Ploceus nigerrimus
- Ткачик великий, Ploceus cucullatus
- Ткачик трибарвний, Ploceus tricolor
- Ткачик чорний, Ploceus albinucha
- Ткачик нігерійський, Ploceus preussi
- Ткачик товстодзьобий, Ploceus superciliosus
- Квелія червоноголова, Quelea erythrops
- Квелія червонодзьоба, Quelea quelea
- Вайдаг червоний, Euplectes franciscanus
- Вайдаг чорнокрилий, Euplectes hordeaceus
- Вайдаг золотистий, Euplectes afer
- Вайдаг жовтоплечий, Euplectes macroura
- Вайдаг великий, Euplectes ardens
- Ткачик білолобий, Amblyospiza albifrons

Родина: Астрильдові (Estrildidae)
- Нігрита жовтолоба, Nigrita luteifrons
- Нігрита чорнолоба, Nigrita canicapillus
- Нігрита рудочерева, Nigrita bicolor
- Нігрита білочерева, Nigrita fusconotus
- Астрильд-мурахоїд червонолобий, Parmoptila rubrifrons
- Астрильдик білощокий, Delacourella capistrata
- Астрильд зелений, Mandingoa nitidula
- Червоногуз зеленоголовий, Cryptospiza reichenovii
- Астрильд червонохвостий, Glaucestrilda caerulescens (A)
- Астрильд золотощокий, Estrilda melpoda
- Астрильд червонокрилий, Estrilda rhodopyga
- Астрильд сірий, Estrilda troglodytes
- Астрильд смугастий, Estrilda astrild
- Синьодзьоб чорноголовий, Spermophaga haematina
- Червонощок західний, Pyrenestes sanguineus
- Астрильд-метелик савановий, Uraeginthus angolensis
- Астрильд-метелик червонощокий, Uraeginthus bengalus
- Краплик північний, Euschistospiza dybowskii
- Перлистик червоноволий, Hypargos niveoguttatus
- Мельба червонощока, Pytilia hypogrammica
- Мельба червонокрила, Pytilia phoenicoptera
- Мельба строката, Pytilia melba
- Мельба золотокрила, Pytilia afra
- Амарант червонодзьобий, Lagonosticta senegala
- Амарант савановий, Lagonosticta rufopicta
- Амарант червоночеревий, Lagonosticta rara
- Амарант червоний, Lagonosticta rubricata
- Амарант рожевий, Lagonosticta rhodopareia
- Амадина червоногорла, Amadina fasciata
- Бенгалик золотогрудий, Amandava subflava
- Луговик чорнощокий, Ortygospiza atricollis
- Луговик червонощокий, Paludipasser locustella
- Сріблодзьоб чорноволий, Spermestes cucullata
- Сріблодзьоб строкатий, Spermestes bicolor
- Сріблодзьоб великий, Spermestes fringilloides

Родина: Вдовичкові (Viduidae)
- Вдовичка білочерева, Vidua macroura
- Вдовичка рудошия, Vidua interjecta
- Вдовичка жовтошия, Vidua togoensis
- Вдовичка червононога, Vidua chalybeata
- Вдовичка садова, Vidua wilsoni
- Вдовичка-самітниця, Vidua raricola
- Вдовичка чагарникова, Vidua larvaticola
- Вдовичка камерунська, Vidua camerunensis
- Вдовичка фіолетова, Vidua funerea
- Вдовичка пурпурова, Vidua purpurascens
- Вдовичка акацієва, Vidua codringtoni
- Зозульчак, Anomalospiza imberbis

Родина: Горобцеві (Passeridae)
- Горобець хатній, Passer domesticus (I)
- Горобець сіроголовий, Passer griseus

Родина: Плискові (Motacillidae)
- Плиска ефіопська, Motacilla clara
- Плиска жовта, Motacilla flava
- Плиска строката, Motacilla aguimp
- Плиска біла, Motacilla alba
- Щеврик довгодзьобий, Anthus similis
- Щеврик польовий, Anthus campestris
- Щеврик-велет, Anthus leucophrys
- Щеврик лісовий, Anthus trivialis
- Щеврик червоногрудий, Anthus cervinus
- Пікулик жовтогорлий, Macronyx croceus

Родина: В'юркові (Fringillidae)
- Івуд, Linurgus olivaceus
- Щедрик білогузий, Crithagra leucopygia
- Щедрик жовтолобий, Crithagra mozambica
- Crithagra canicapilla

Родина: Вівсянкові (Emberizidae)
- Вівсянка садова, Emberiza hortulana
- Вівсянка білоброва, Emberiza cabanisi
- Вівсянка жовточерева, Emberiza flaviventris
- Вівсянка капська, Emberiza capensis
- Вівсянка сірогорла, Emberiza goslingi